# Neutopia
Neutopia (рус. Нейтралутопия) — 14 серия 6-го сезона Футурамы. Премьера эпизода прошла 23 июня 2011 года на канале Comedy Central.

## Сюжет
Planet Express на грани банкротства. Ещё чуть-чуть, и они будут вынуждены продать всё имущество. Нужно где-то достать 11 миллионов долларов, чтобы не потерять компанию.
После неудачной затеи с эротическими календарями Профессору пришла идея перепрофилировать компанию. Вместо грузовых перевозок они теперь будут заниматься пассажирскими авиаперевозками. Правда, идея эта сначала пришла в голову Лиле.
Теперь компания будет называться Plan AM, пилотами будут Гермес и Фрай, Бендер — охранником, Лила, Эми и ЛаБарбара — стюардессами, а Зойдберг будет развлекать пассажиров в полёте. Наспех переделанный в самолёт бывший корабль летит к одному из дальних пульсаров со скоростью, близкой к скорости света, и пролетает мимо, так как Фрай и Гермес в это время заснули. Так что самолёт ждёт жёсткая посадка на неизвестной планете, где есть только камни и реки из ртути. Взгляды мужчин и женщин на то, кто виноват и что делать дальше разделились. Правда, камни на этой планете, как оказалось, были живые, один из них встретил пострадавших в авиакатастрофе.
Жители этой планеты, как оказалось, были совершенно бесполыми, и встретившему землян жителю этой планеты стало интересно: какой же всё-таки пол лучше? Для этого он устроил землянам несколько испытаний, с которыми не справились ни мужчины, ни женщины. Житель планеты решил, что будет лучше ликвидировать половые различия.
Бесполыми землянам было легче работать вместе, и они быстро починили самолёт. Но в первую же ночь Гермес и ЛаБарбара потребовали вернуть себе пол. Житель планеты вернул половые признаки землянам, но перепутал мужчин и женщин. Исправить свою ошибку он не успел, так как на этой планете появился вездесущий Зепп Бранниган и уничтожил жителя планеты.
Прилетев на Землю, герои решили вернуться к идее эротических календарей. На этот раз получилось гораздо лучше, так что банкротство компании Фарнсворта больше не грозит. И как раз когда команда праздновала победу, их навестил приятель жителя каменной планеты, Боракс Кид. Он прилетел, чтобы вернуть героям их пол. Скраффи не повезло — в этот момент он находился в уборной.

## Персонажи
Список новых или периодически появляющихся персонажей сериала
- Скраффи
- ЛаБарбара Конрад
- Хэтти МакДугал
- Сэл
- Петуния
- Эйприл
- Доктор Кэхилл
- Зепп Бранниган